# 64-я отдельная морская стрелковая бригада
64-я морская стрелковая Краснознамённая бригада (64 морсбр) — воинское соединение Вооружённых сил СССР в Великой Отечественной войне.

## История
64-я морская стрелковая бригада (64-я ОМСБР) была сформирована в октябре-ноябре 1941 года в городе Нижние Серги Свердловской области (Уральский военный округ) из моряков Тихоокеанского флота и Амурской военной флотилии, курсантов военно-морских училищ и местных призывников. Свердловский областной комитет партии направил в соединение 400 коммунистов, многие из которых прошли Гражданскую войну. Свыше 60 процентов личного состава были коммунистами и комсомольцами.
В начале декабря штаб бригады был дислоцирован в районе Горки, Долгопрудная. Прибыв на фронт в первые дни декабря, бригада участвовала в ликвидации одного из прорывов фронта противником в районе Деденево — Гришино, а с переходом советских войск в общее контрнаступление под Москвой совместно с 24-й танковой бригадой разгромили узел обороны в селе Белый Раст и наступали на запад свыше 130 километров. Бригада участвовала в освобождении Солнечногорска и первой ворвалась в Волоколамск.
17 июня 1942 года на базе 64-й морской стрелковой бригады непосредственно на позициях на рубеже Егорьевское, Бутово, Кучино (на подступах к Гжатску южнее Красного холма) сформирована 82-я стрелковая дивизия. На базе 1-го стрелкового батальона бригады был создан 210-й стрелковый полк, на базе 2-го батальона — 250-й стрелковый полк, на базе 3-го стрелкового батальона — 601-й стрелковый полк. Артиллерийский дивизион переформировался в 795-й артиллерийский полк, заново были созданы 146-й отдельный истребительный противотанковый дивизион, 123-й отдельный сапёрный батальон, 130-й отдельный батальон связи, учебный батальон, 53-й медико-санитарный батальон, 94-я отдельная рота разведки, авторота и другие подразделения обслуживания.

## Периоды вхождения в действующую армию
- 27 декабря 1941 года — 17 июня 1942 года[2]

## Подчинение
20-я Армия

## Награды
Орден Красного Знамени — За образцовое выполнение боевых заданий командования на фронте борьбы с немецкими захватчиками в боях под Москвой и проявленные при этом доблесть и мужество.

## Отличившиеся воины бригады
За стойкость в боях под Москвой 115 моряков бригады были награждены орденами и медалями. Трое были награждены орденом Ленина.
В том числе:
Орден Ленина:
- Лихоманов Георгий Иосифович, батальонный комиссар, помощник начальника 1 части штаба бригады. Приказ командующего войсками Западного фронта № 0163 от 14 февраля 1942 года.

Орден Красного Знамени:
- Лобченко Александр Андреевич, сержант, командир орудийного расчёта 1 батареи отдельного артиллерийского дивизиона бригады. Представлялся к званию Герой Советского Союза. Награждён орденом Красного Знамени. Приказ Командующего войсками Западного фронта № 0216 от 22 февраля 1942 года.
- Давлетшин Гариф Бектимарович, младший сержант, наводчик. Приказ Командующего войсками Западного фронта № 0216 от 22 февраля 1942 года.

## Командование бригады
Командиры:
- Скорохватов, Борис Иванович, капитан 2 ранга (октябрь 1941 — декабрь 1942)
- Чистяков, Иван Михайлович, полковник (декабрь 1941 года — январь 1942 года)[4]
- Кулешов, Андрей Данилович, полковник (январь 1942 года — май 1942 года)
- Писарев, Иван Васильевич, полковник (май 1942 года — июнь 1942 года)

Комиссары бригады:
- Тулинов Василий Иванович, полковой комиссар[5]. Погиб в бою в январе 1942 года.

Начальники штаба:
- Горбачёв, Зот Кузьмич, майор[4]

## Память
- Обелиск в центре села Белый Раст. У основания памятника якорь, перевитый цепью, и бескозырка матроса Тихоокеанского флота.